# La ciutat de Déu
|  | Per a altres significats, vegeu «Cidade de Deus». |

La ciutat de Déu (títol original en llatí: De Civitate Dei contra paganos, és a dir La ciutat de Déu contra els pagans) és una obra en 22 llibres d'Agustí d'Hipona que va ser escrita durant la seva vellesa i al llarg de quinze anys, entre el 412 i el 426. És una apologia del cristianisme, en la qual es confronta la Ciutat Celestial a la Ciutat Pagana. Les nombroses digressions permeten a l'autor tractar temes de molt diversa índole, com la naturalesa de Déu, el martiri o el judaisme, l'origen i la substancialitat del bé i del mal, el pecat i la culpa, la mort, el dret i la llei, la contingència i la necessitat, el temps i l'espai, la Providència, el destí i la història, entre molts altres temes.

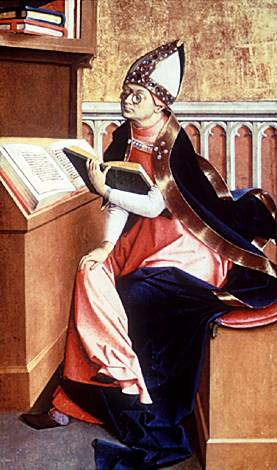
Agustí d'Hipona, autor de De Civitate Dei

## Presentació
El llibre s'estructura a partir de la contraposició entre la Ciutat de Déu (que representa el cristianisme i, per tant, la veritat espiritual) i la ciutat pagana (que representa la decadència i el pecat). En el pròleg mateix s'exposa aquesta dicotomia:
| « | La gloriosíssima ciutat de Déu, que en el present córrer dels temps es troba pelegrina entre els impius vivint de la fe, i espera ja ara amb paciència la pàtria definitiva i eterna fins que haja un judici amb autèntica justícia, aconseguirà llavors amb escreix la victòria final i una pau completa. Doncs bé, el meu benvolgut fill Marcel·lí, en la present obra, empresa a instàncies teves, i que et dec per promesa personal meva, m'he proposat defensar aquesta ciutat en contra d'aquells que anteposen els propis déus al seu fundador. | » |

L'autor estava commocionat per la caiguda de Roma a les mans d'Alaric I. El desconcert que va provocar l'entrada dels bàrbars en la Ciutat on residia el papa, i que havia estat referent del cristianisme des de Constantí I i especialment des de Teodosi I,el va fer qüestionar-se sobre fet de la desaparició d'una civilització sencera. La resposta a aquesta qüestió és que l'edifici al com convé aliar-se i en el qual convé treballar no és la Ciutat dels Homes, sinó la Ciutat de Déu. L'objectiu d'aquesta obra és, per tant, examinar l'oposició entre ambdues ciutats, els seus orígens, el seu desenvolupament i el seu final:
| « | Les dues ciutats, en efecte, es troben barrejades i confoses en aquesta vida terrestre, fins que les separe el judici final. Exposar el seu naixement, el seu progrés i el seu final, és el que vaig a intentar fer, amb l'ajuda del cel i per a glòria de la Ciutat de Déu, que farà viu la resplendor d'aquest contrast. | » |

Des del primer moment (llibres 1 al 10), Agustí tracta la religió de l'Antiguitat com supersticiosa: d'una banda, refuta que s'adore als déus pel simple motiu dels avantatges que reporten (llibres 1 a 5), i, per altra banda, contradiu als que cerquen per aqueixa mateixa via la felicitat eterna (llibres 6 a 10). Els llibres 11 a 22 es consagren a l'origen i l'oposició entre ambdues ciutats.

## El saqueig de Roma pels gots (llibre primer)
Els romans van interpretar el saqueig com un càstig diví, i ho van atribuir al cristianisme i, en particular, a la prohibició del culte als déus. Agustí s'alça contra aquesta opinió. D'una banda, els déus romans són incapaços de protegir els pagans, i és el nom de Crist el qual, enmig de l'horror general, ha estat capaç de salvar a nombroses persones, fins i tot a les no cristianes. Serien així precisament aquells que han estat salvats els quals mostrarien una enorme ingratitud cap al seu salvador. Per altra banda, tant els cruels com els bondadosos pateixen el mal en aquesta vida. Per a justificar el mal, Agustí exposa que els malvats pateixen per a ser corregits, i els bons per a confirmar-se en virtut d'això i evitar les faltes en el futur. Assenyala que no ha de donar-se importància al sofriment corporal: només la consciència és per a nosaltres el testimoniatge de la nostra puresa. Per exemple, les mares i les verges que van ser violades pels bàrbars durant el saqueig no han de tenir sentiment de culpa si mantenen interiorment la virtut de la castedat. No han de per tant cometre suïcidi, ja que la dignitat de les dones roman intacta.

## El culte als falsos déus romans (llibre desè) i el veritable origen del poder de Roma (llibre quart)
Agustí exposa que Roma mai ha estat protegida pels seus déus, ja que són falsos. El que ha rebut Roma dels seus déus ha estat el vici i la corrupció de l'ànima (llibre segon) i l'amor pels béns terrenals (llibre tercer).
Agustí mostra que no han estat els déus els quals han donat grandesa a Roma, sinó el decret sobirà de Déu, únic i veritable.

## Importància i valor de l'obra

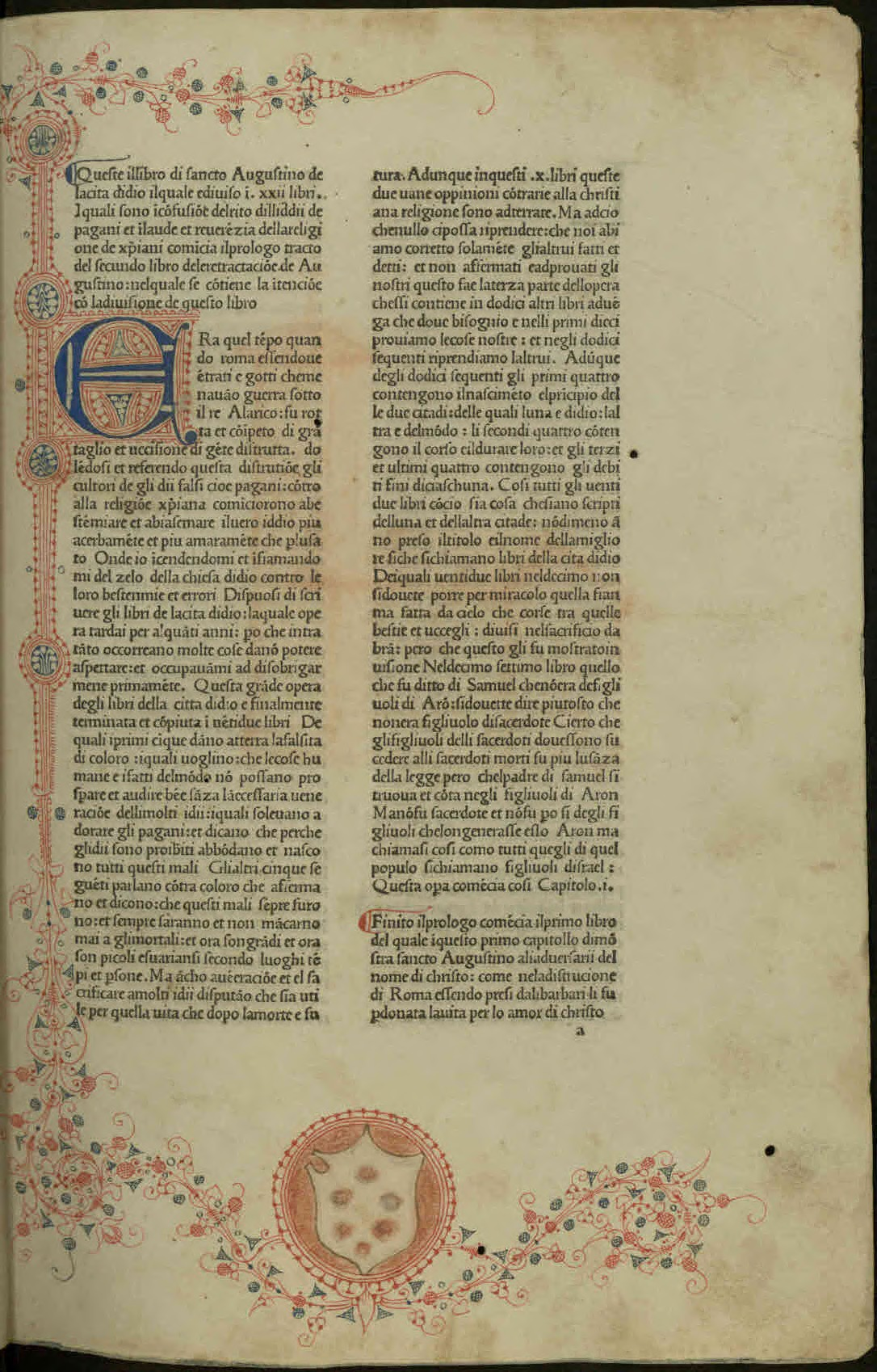
De civitate Dei, 1483

A pesar de la designació del cristianisme com religió oficial de l'imperi, Agustí va exposar que el seu missatge és més espiritual que polític. El cristianisme, segons ell, s'ha de referir a la ciutat mística i divina de Jerusalem (la nova Jerusalem) i no tant a la ciutat terrenal. La seua teologia va servir per a definir la separació entre Església i Estat, una mica que caracteritzaria a les relacions polítiques d'Europa occidental, enfront de l'Est romà d'Orient, on l'espiritual i el polític no mostrava una separació tan evident.
Des del punt de vista de la construcció i l'argumentació, la Ciutat de Déu ha estat severament criticada (especialment els llibres sisè al dècim). S'acusa a l'obra de tenir seccions confuses, digressions i argumentacions sofística, i se li critica també pels contrasentits que atribueix als seus adversaris.